# 3Q (společnost)
3Q byla společnost působící v letech 2006–2015, která vyráběla externí pevné disky, externí optické jednotky CD a DVD. Počátkem roku 2012 byly produkty 3Q doplněny tablety, smartphony, přehrávači médií, nettopy, externími pevnými disky, externími optickými jednotkami, síťovými jednotkami (NAS), reproduktory MP3, digitálními pery, Počítačovými myšmi a brašnami pro notebooky. V dubnu 2015 společnost zanikla.

## Historie
Společnost byla založená v roce 2006. V roce 2007 začala vyrábět externí disky a optické mechaniky, v roce 2008 společnost rozšířila své portfolio na multimediální přehrávače a nettopy a v roce 2009 byly představeny notebooky a netbooky společnosti 3Q. Koncem roku 2010 společnost představila řadu tabletů Surf. Řada Surf znamená „surfovat na internetu a spolehlivý výkon.“ V červenci 2012 nabídla společnost nejširší nabídku tabletů na světě. Na konci roku 2013 byla společnost 3Q mezi prvními výrobci, kdo uvedl na trh 7,85“ tablet. V polovině roku 2014 společnost představila své první smartphony a tablet RC7804F, jedná se o nejtenčí tablet na světě s tloušťkou 6,44 mm. Téhož roku se přestaly objevovat produkty 3Q v Českých Eshopech a v dubnu 2015 společnost zanikla.

## Zajímavosti
- 3Q spolupracovala se společnostmi jako jsou Qualcomm a MediaTek. V minulých letech byly mezi partnery společnosti Intel, NVIDIA a Microsoft.
- Většina zařízení 3Q používá Android.
- Zaniknutím společnosti přestaly fungovat všechny stránky společnosti. Stažení ovladačů, BIOS, programů a návodů k obsluze již není možné.
- Část produktů 3Q byla vyrobena ve Švýcarsku firmou 3Q International AG.

## Název společnosti
Není přesně jasné, co znamená „3Q“, ovšem podle uživatelů písmeno „Q“ symbolizuje kvalitu.